# 강아지상

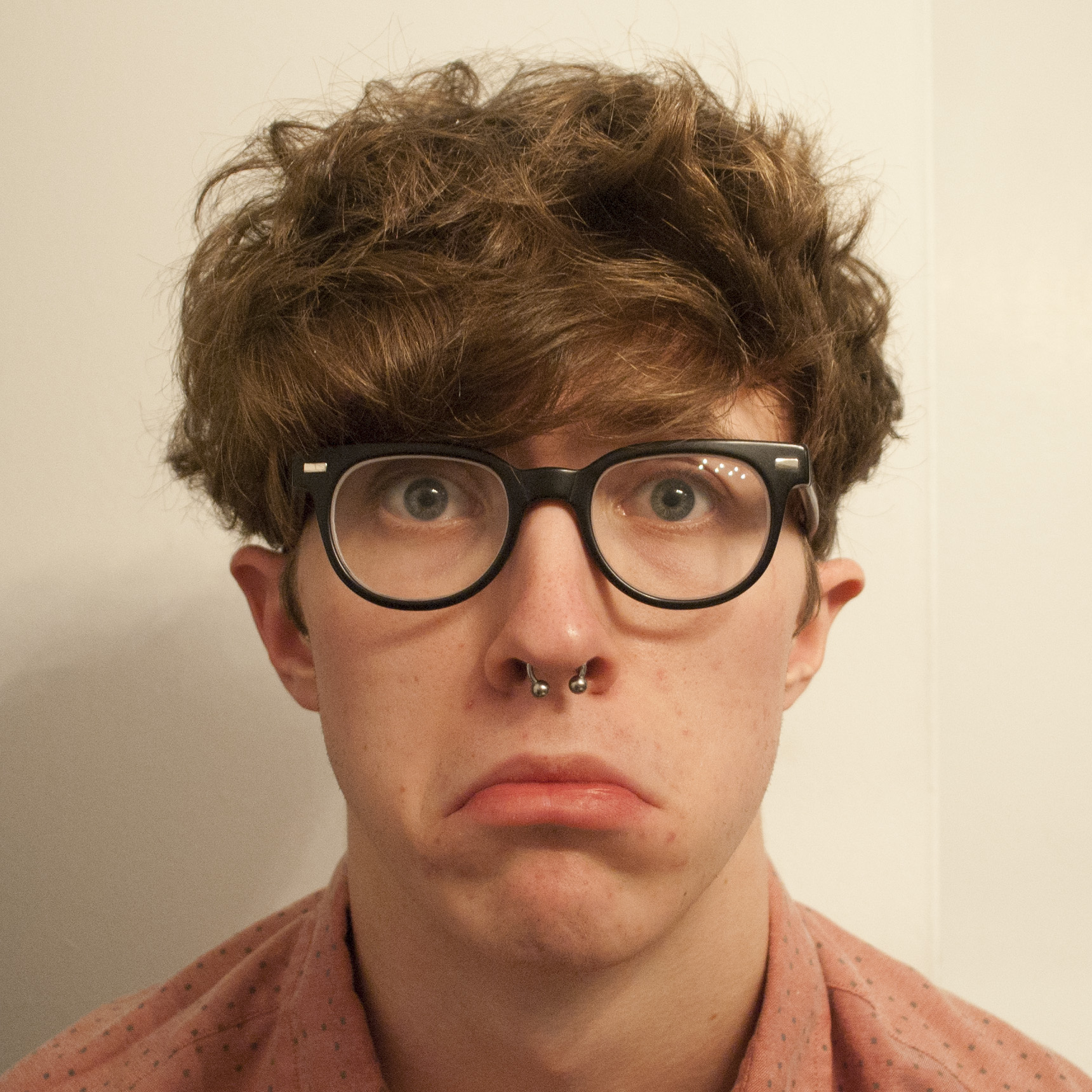
강아지상을 짓는 사람

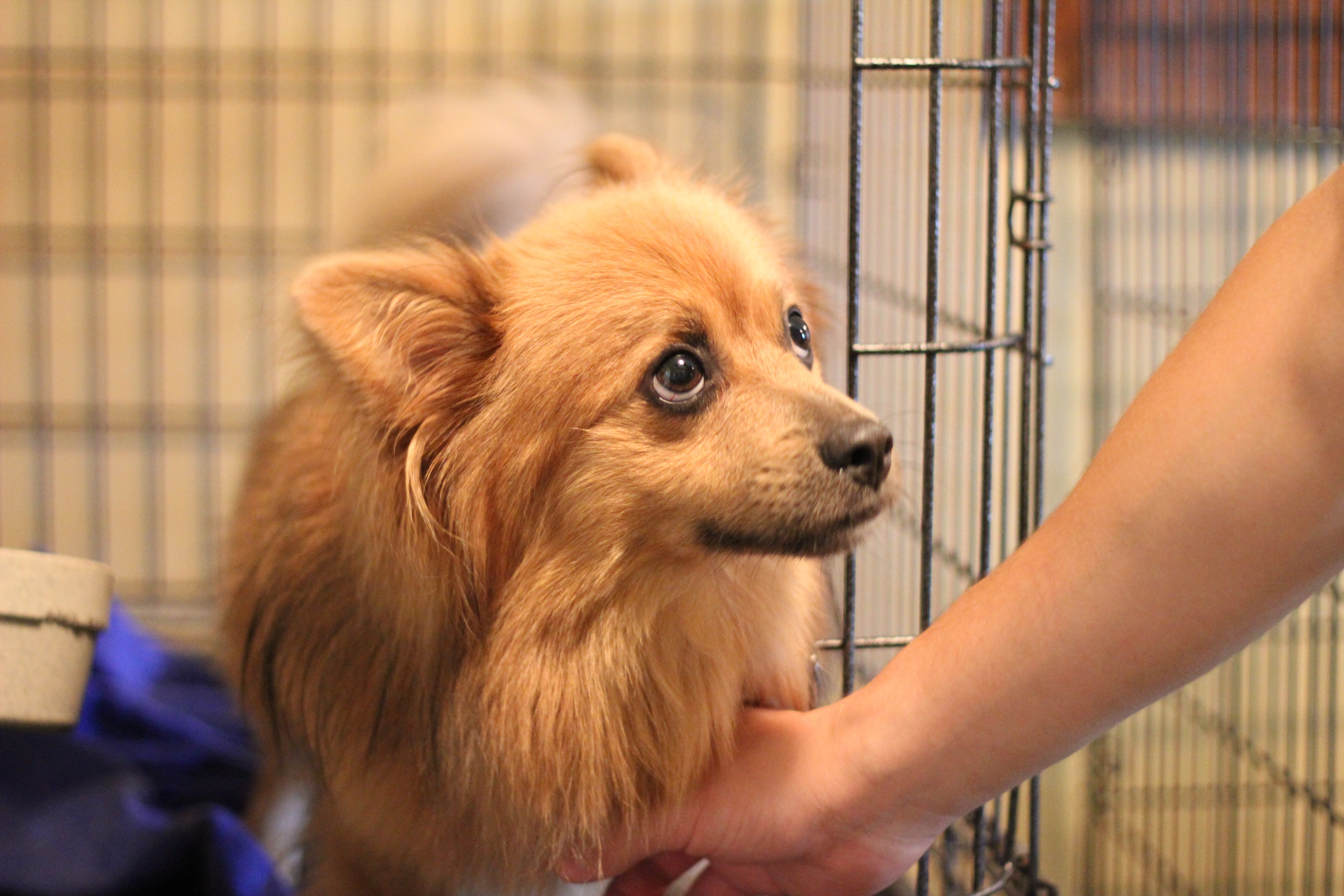
애원하는 듯한 표정의 개

강아지상, 강아지 같은 표정, 퍼피 페이스(puppy face)는 개의 표정을 기반으로 사람이 짓는 표정이다. 개나 다른 동물에서는 고개를 숙이고 눈을 위로 치켜뜰 때 이런 표정이 나타난다. 보통 동물은 울기 직전처럼 보인다. 이러한 몸짓은 때때로 어린이가 부모에게 무언가 특별한 것을 해달라고 설득하기 위해 사용하기도 한다. 사람들은 종종 눈을 약간 크게 뜨고, 눈썹을 찡그리거나 치켜올리고, 아랫입술을 내밀며, 머리 전체를 약간 아래로 기울인 채 이 몸짓을 하는 상대방을 올려다본다. 머리는 종종 약간 옆으로 기울어진다.
이는 애원하거나 누군가를 설득하려는 가벼운 표현일 수 있다. 언어적 표현으로는 "아, 제발!", "부탁해?", "왜 안 돼?" 등이 있다.